# Ficus macrophylla
Ficus macrophylla, comúnmente conocido como higuera de Bahía Moreton, higuera australiana o bayán australiano, es un gran árbol perenne baniano de la familia Moraceae que es nativo de la mayor parte de la costa este de Australia, desde la Meseta Atherton (17° S) en el norte hasta Illawarra (34° S) en Nueva Gales del Sur, y en la Isla Lord Howe. Su nombre común se deriva de la Bahía Moreton en Queensland, Australia. Es muy conocido por sus raíces tabulares, las cuales son conocidas por dañar las aceras.

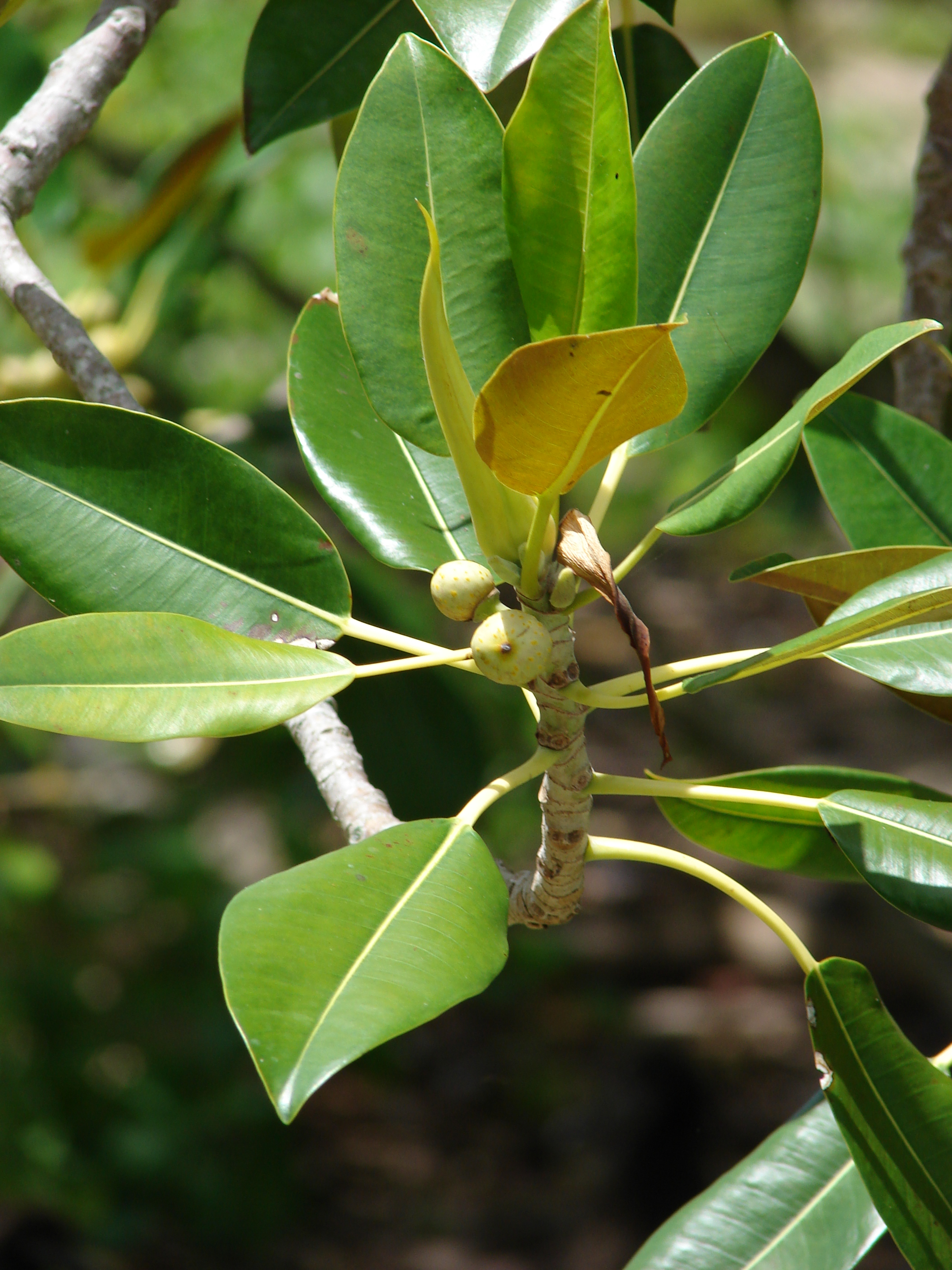
Hojas y frutos

Ficus macrophylla es una higuera estranguladora; la germinación usualmente ocurre en la copa de un árbol huésped y el plantón vive como epífita hasta que sus raíces establecen contacto con el suelo. Entonces se alarga y estrangula su huésped, finalmente llegando a ser un árbol independiente. Los individuos pueden alcanzar 60 m de altura. Como todas las higueras, tiene un mutualismo obligado con las avispas de higo (familia Agaonidae). Los frutos solo son polinizados por avispas de los géneros Pegoscapus o Pleistodontes, y éstas solo se pueden reproducir en las flores del higo. 
Es ampliamente usado como un árbol atractivo en parques públicos en climas templados con inviernos suaves como en las zonas costeras de España, California, la costa de Portugal, Sicilia y por supuesto Australia. Los viejos especímenes pueden alcanzar una talla extraordinaria. Su agresivo sistema de raíces impide su uso en espacios limitados.

## Taxonomía
La higuera de Bahía Moreton fue por primera vez descrita por el botánico francés René Louiche Desfontaines. Su epíteto específico macrophylla se deriva del griego antiguo makro "largo" y phyllon "hoja". El botánico australiano Dale J. Dixon reconoció dos formas: Ficus macrophylla f. macrophylla, un árbol que es endémico de la tierra firme de Australia, y Ficus macrophylla f. columnaris, una hemiepífita sin un tronco principal bien determinado, que es endémica de la Isla Lord Howe.
El nombre común generalmente usado es higuera de Bahía Moreton, en honor a la Bahía Moreton en el sur de Queensland, sin embargo se le encuentra en otros lugares. El término se ha generalizado erróneamente para otras especies de higueras en Australia. Un nombre alternativo, Higuera negra (Black Fig), se deriva del color oscuro de la corteza madura.
Con más de 750 especies, Ficus es uno de los más grandes géneros de angiospermas. Basado en la morfología, el botánico inglés Edred John Henry Corner dividió el género en cuatro subgéneros; más tarde expandida a seis. En esta clasificación, la higuera de Bahía Moreton fue colocada en la subserie Malvanthereae, serie Malvanthereae, sección Malvanthera del subgénero Urostigma. En su reclasificación de la australiana Malvanthera, Dixon alteró las delimitaciones de la serie dentro de la sección, pero dejó la especie en la serie Malvanthereae.
En 2005, Cornelis Berg completó el tratamiento de Corner de las Moraceae para la Flora Malesiana; la terminación del trabajo que había sido retrasado desde 1972 como un resultado de los desacuerdos entre Corner y C. J. J. G. van Steenis, editor de la Flora Malesiana. Berg combinó las secciones Stilpnophyllum y Malvanthera en una sección expandida Stilpnophyllum. Esto dejó a la higuera de Bahía Moreton en la subsección Malvanthera, sección Stilpnophyllum.
Basados en secuencias de ADN del núcleo ribosomal, Nina Rønsted y colegas rechazaron las subdivisiones previas de Malvanthera. En su lugar, ellos dividieron la sección Malvanthera en tres subsecciones - Malvantherae, Platypodeae y Hesperidiiformes. En este sistema, la higuera de Bahía Moreton está en la nueva subsección Malvantherae.

## Descripción

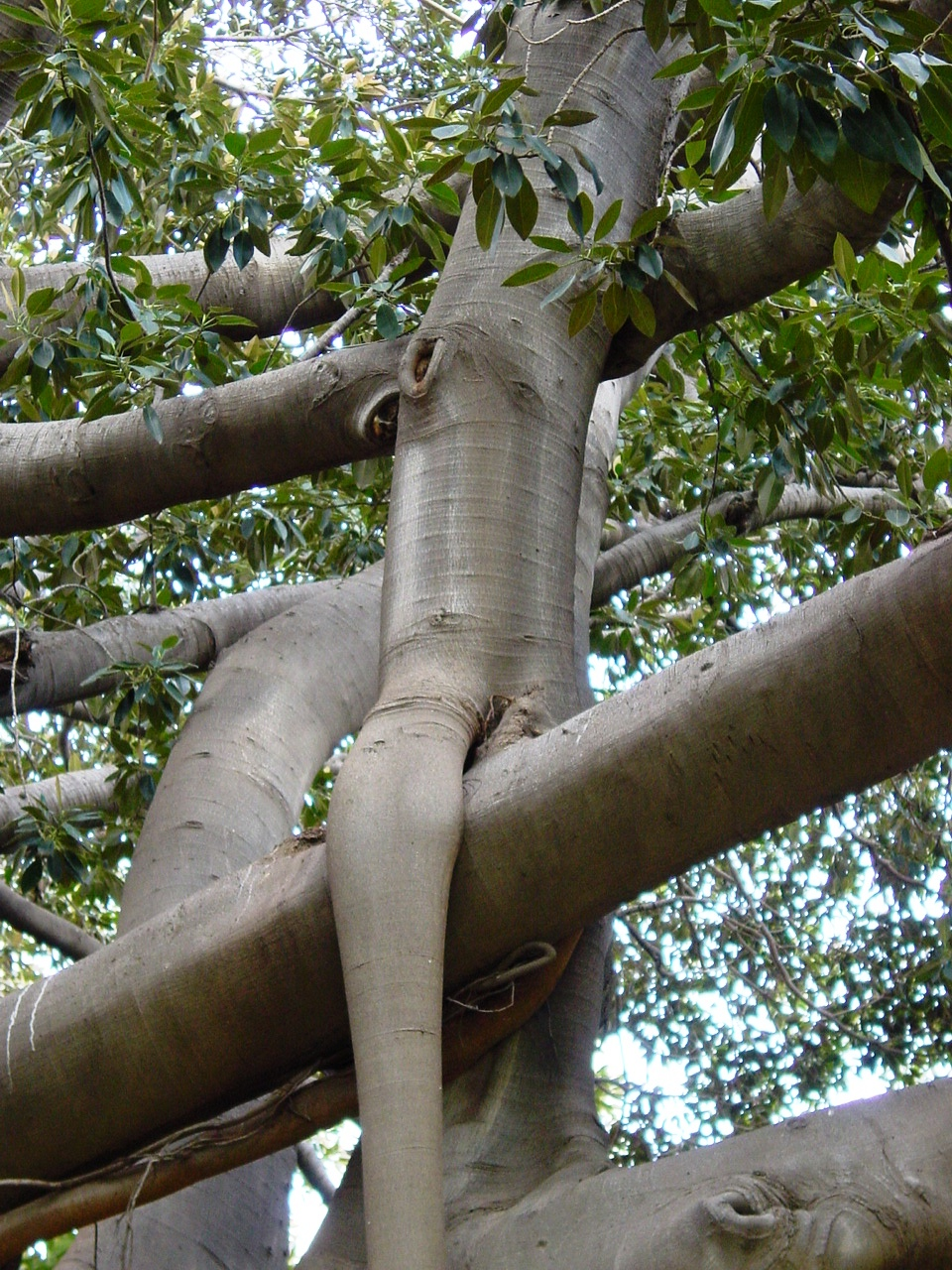

La higuera de bahía Moreton es un árbol siempreverde que puede alcanzar alturas de 60 m. El tronco puede ser macizo, con gruesos y prominentes contrafuertes en la base. La corteza es gris y rugosa. Es monoico: cada árbol produce flores funcionales masculinas y femeninas. Como implica su epíteto específico, tiene hojas largas, elípticas, aterciopeladas y verde oscuras, 15–30 cm de largo. Los higos miden 2–2.5 cm de diámetro, tornándose de verde a púrpura con manchas más claras conforme maduran; el fruto madura en un año. Aunque comestibles, son sosos.
La característica apariencia de "derretimiento" de la higuera de Bahía Moreton se debe al hábito de dejar caer las raíces aéreas de las ramas alcanzan el suelo engrosados en troncos suplementarios los cuales ayudan a soportar el gran peso de la parte superior.
Es una planta del bosque lluvioso y en la naturaleza crece con frecuencia en la forma de una epifita trepadora estranguladora. Cuando sus semillas aterrizan en la rama de un árbol huésped envía raíces aéreas, 'estranguladoras' hacia el tronco, finalmente matando al huésped y quedando en pie solo.
Sus raíces se expanden sobre la superficie y por lo tanto es completamente susceptible a la compactación de la tierra alrededor de su tronco, lo cual es la razón por lo que en muchos parques y jardines es cercado. Consume mucha agua y como muchos árboles australianos no debe ser plantado en áreas urbanas donde las raíces pueden dañar las tuberías, ni en áreas donde el agua es escasa.

## Reproducción

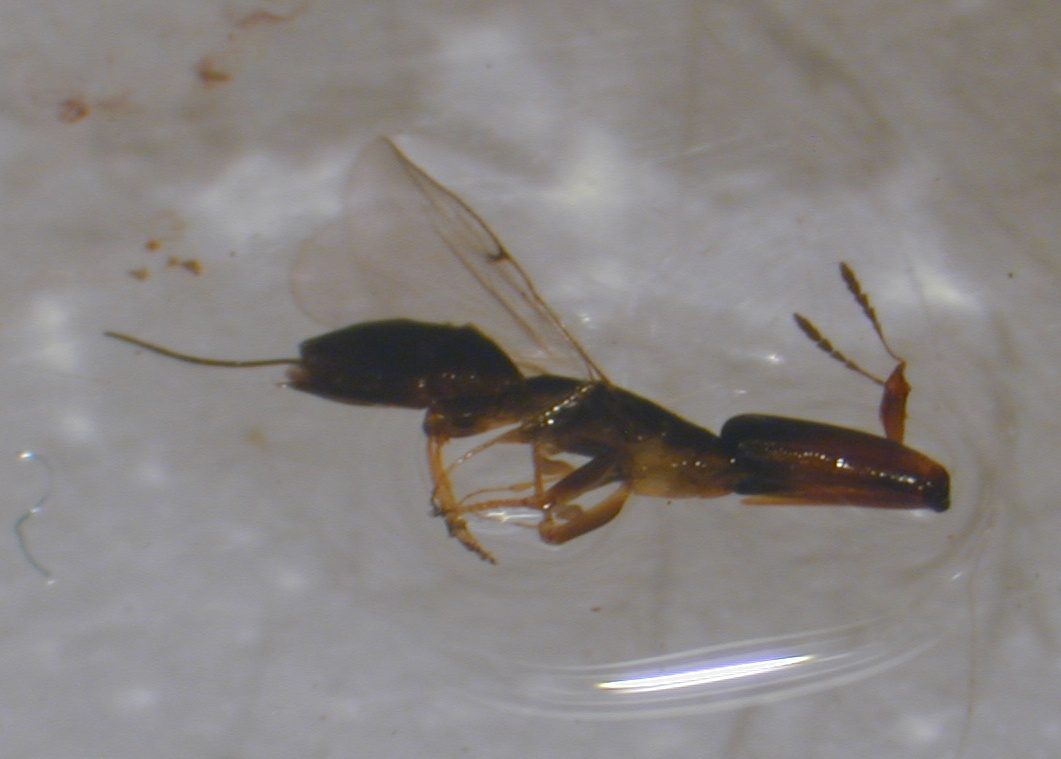
Pleistodontes frogatti, la avispa de higo que poliniza la higuera de Bahía Moreton.

Las higueras tienen una necesario mutualismo con las avispas de higo, (Agaonidae); las higueras solo son polinizadas por las avispas de higo, y estas solo se pueden reproducir en las flores de la higuera. Generalmente, cada especie de higo depende de una solo especie de avispa para su polinización. Las avispas son similarmente dependientes en sus especies de higo para poder reproducirse. La higuera de Bahía Moreton es polinizada por la avispa de higo Pleistodontes froggatti.

## Distribución y hábitat
La higuera de Bahía Moreton es nativa de la mayor parte de la costa este, desde la Meseta Atherton (17° S) en el norte de Queensland, hasta el Río Shoalhaven (34° S) en la corta sur de Nueva Gales del Sur. Se le encuentra en el bosque lluvioso, donde como un árbol emergente, su copa puede elevarse encima del dosel.

## Ecología
En adición a la avispa polinizadora, Pleistodontes froggatti, los siconos de la higuera de Bahía Moreton son huéspedes de varias especies avispas calcídidas no polinizadoras como Sycoscapter australis (Pteromalidae), Eukobelea hallami (Sycophaginae) y Meselatus sp. (Epichrysomallinae). Es una importante comida para palomas frugívoras como la Paloma wompoo de la fruta (Ptilinopus magnificus), y la Paloma nudo de cabeza (Lopholaimus antarcticus), y comida ocasional de la Paloma de fruta de corona rosa (Ptilinopus regina). murciélagos frugívoros como el Zorro volador de cabeza gris (Pteropus poliocephalus) también se alimentan de la fruta.
Las hojas de esta planta sirve de alimentación a las larvas de la polillas Agape chloropyga.

### Potencialidad de especie invasora

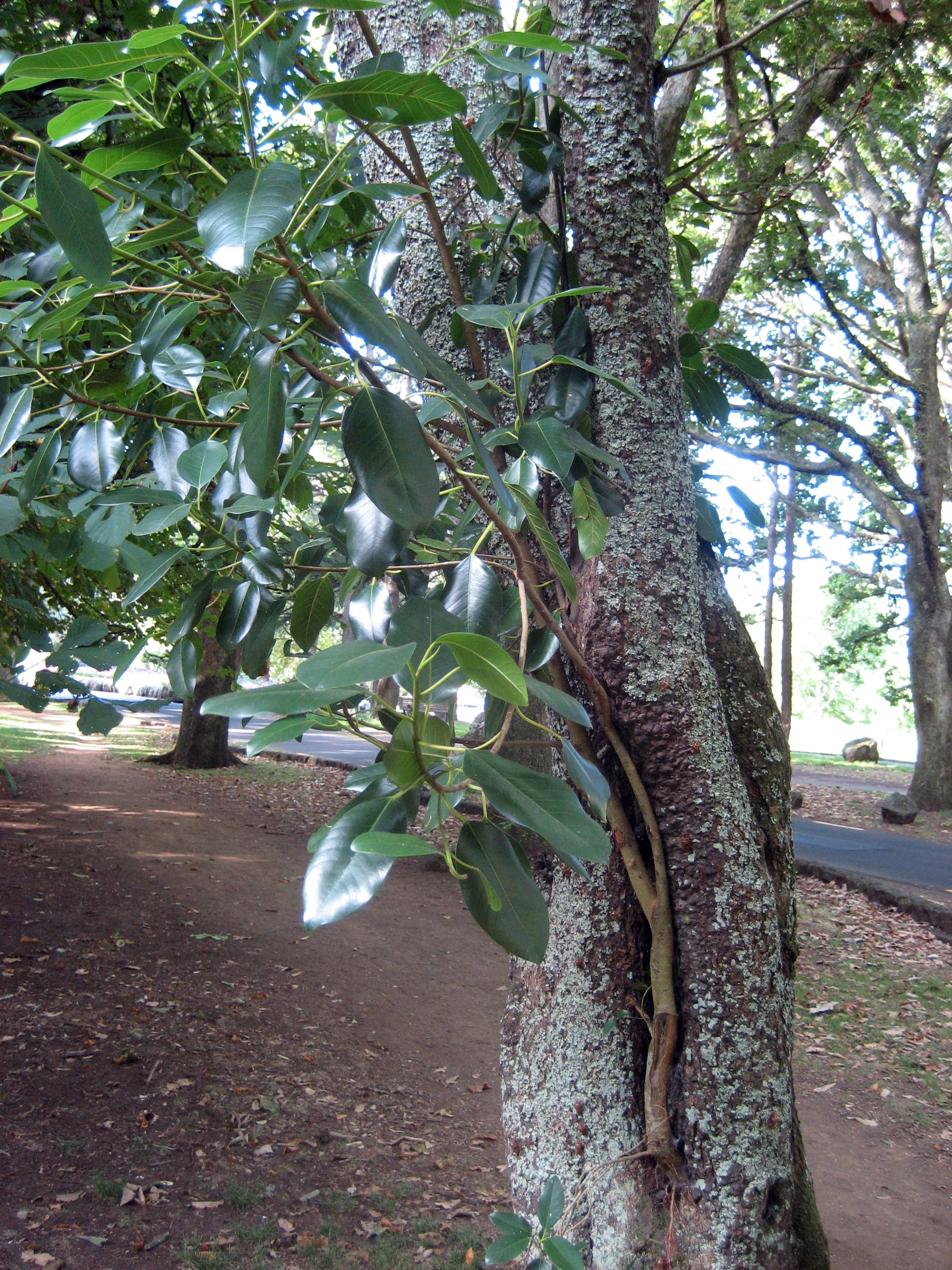
Una joven higuera de Bahía Moreton empieza su vida como epífita en un parque de Auckland, en Nueva Zelanda.

Ficus macrophylla es comúnmente cultivado en Hawái y el norte de Nueva Zelanda. En ambos lugares se ha naturalizado, habiendo adquirido su avispa polinizadora (Pleistodontes froggatti). En Hawái la avispa fue deliberadamente introducida en 1921, y en Nueva Zelanda fue por primera vez registrada en 1993, habiendo arribado aparentemente por una dispersión a larga distancia desde Australia. El arribo de la avispa dejó una prolífica producción de frutos conteniendo muchas pequeñas semillas adaptadas para la propagación por las aves. La higuera de Bahía Moreton ha sido encontrada creciendo tanto en árboles nativos como introducidos en Nueva Zelanda y en Hawái. El tamaño y el vigor de esta higuera en Nueva Zelanda, y su falta de enemigos naturales, así como su inmunidad al mordisqueo del possum, indican que puede ser capaz de invadir otras comunidades de plantas nativas.

## Taxonomía
Ficus macrophylla fue descrita por René Louiche Desfontaines ex Christian Hendrik Persoon y publicado en Synopsis Plantarum, vol. 2, p. 609, en 1807.
Etimología
Ficus: nombre genérico que se deriva del nombre dado en latín a la higuera y a su "fruto", el higo.
macrophylla: epíteto latino que significa "con hojas grandes".
Sinonimia
- Ficus angladei C.E.C.Fisch.
- Ficus huegelii Kunth & C.D.Bouché.
- Ficus macrocarpa Hügel ex Miq.
- Ficus macrophylla f. stenophylla Domin
- Ficus magnolioides Borzí
- Ficus squamellosa (Miq.) Miq.
- Urostigma macrophyllum Miq.
- Urostigma squamellosum Miq.[19][8]

## Importancia económica y cultural

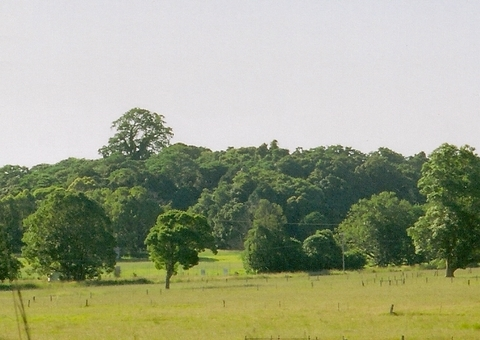
Un emergente in situ, estimado en cincuenta metros de alto, en Nueva Gales del Sur, Australia.

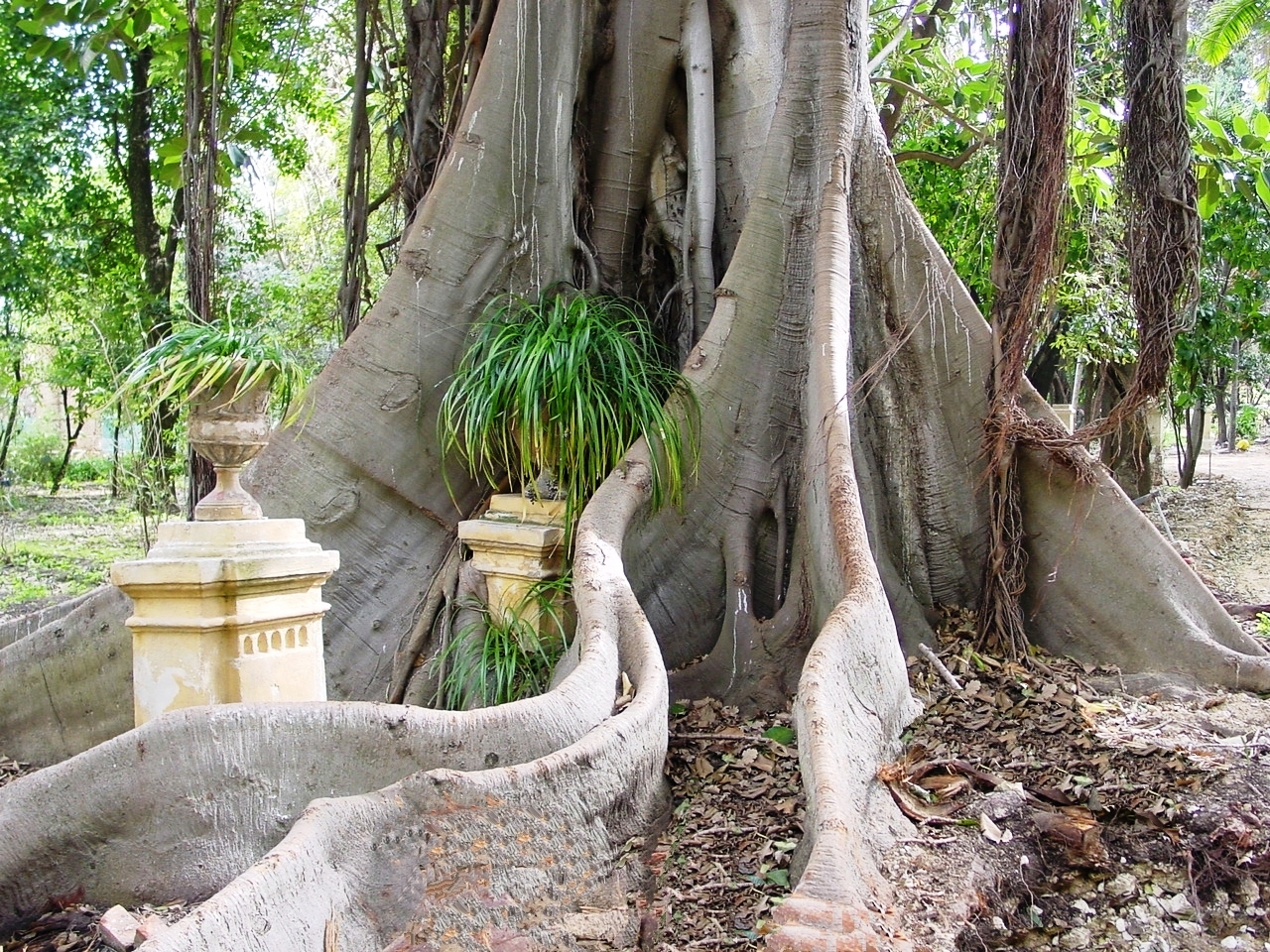
Ficus macrophylla
Jardín Botánico de Palermo.

La higuera de Bahía Moreton han sido usadas en parques públicos en áreas con muy pocas heladas, y fue muy popular entre los primeros colonizadores de Australia. Sídney tiene numerosos ejemplares. Los especímenes pueden alcanzar proporciones magníficas, y han prosperado en climas secos; árboles impresionantes se han plantado en los Jardines Waring en Nueva Gales del Sur.
Se le puede usar como planta de interior en espacios de media a buena luminosidad.

### Especímenes notables
Grandes especímenes de higuera de Bahía Moreton se encuentran en muchos parques y jardines en todo el este y el noreste de Australia. Los jardines botánicos de Brisbane y Sídney tienen numerosos ejemplares plantados a mediados del siglo XIX. Estas higueras promedian de 30-35 metros de altura y diámetros de copa de 40 metros. Actualmente la más alta higuera de Bahía Moreton se encuentra en una granja en el valle Numinbah de Queensland y midió 49 metros en 2006. Existen muchos grandes especímenes en Nueva Zelanda. Una higuera de Bahía Moreton en el Puerto de Kaipara, Northland, en 1984 medía 26.5 metros de alto y 48.5 metros de ancho. Existen algunos grandes ejemplares en California, EE. UU. El más alto en Norteamérica se encuentra en el Museo de Historia Natural de San Diego y fue plantado en 1914. En 1996 medía 23.7 metros de alto y 37.4 metros de ancho. La más ancha higuera de Bahía Moreton en Norteamérica se encuentra en Santa Bárbara, California. Se le plantó en 1876, se dice por un marinero, y midió 53.6 metros de ancho en 1997. Fue una vez una atracción turística. El residente de Santa Mónica y senador de los Estados Unidos John P. Jones plantó una Higuera de Bahía Moreton en la esquina de su en 1889, el cual llegó a ser el patio del Hotel Miramar en 1921. Existe un magnífico espécimen extendido en el Jardín Botánico de Coímbra, Portugal. Excelentes ejemplares también crecen en el Jardín Botánico de Palermo, Italia, y en algunas plazas de la parte antigua de la ciudad. En el parterre de Valencia (España), encontramos tres grandes ejemplares plantados a finales del siglo XIX.